# Lise Cloquet

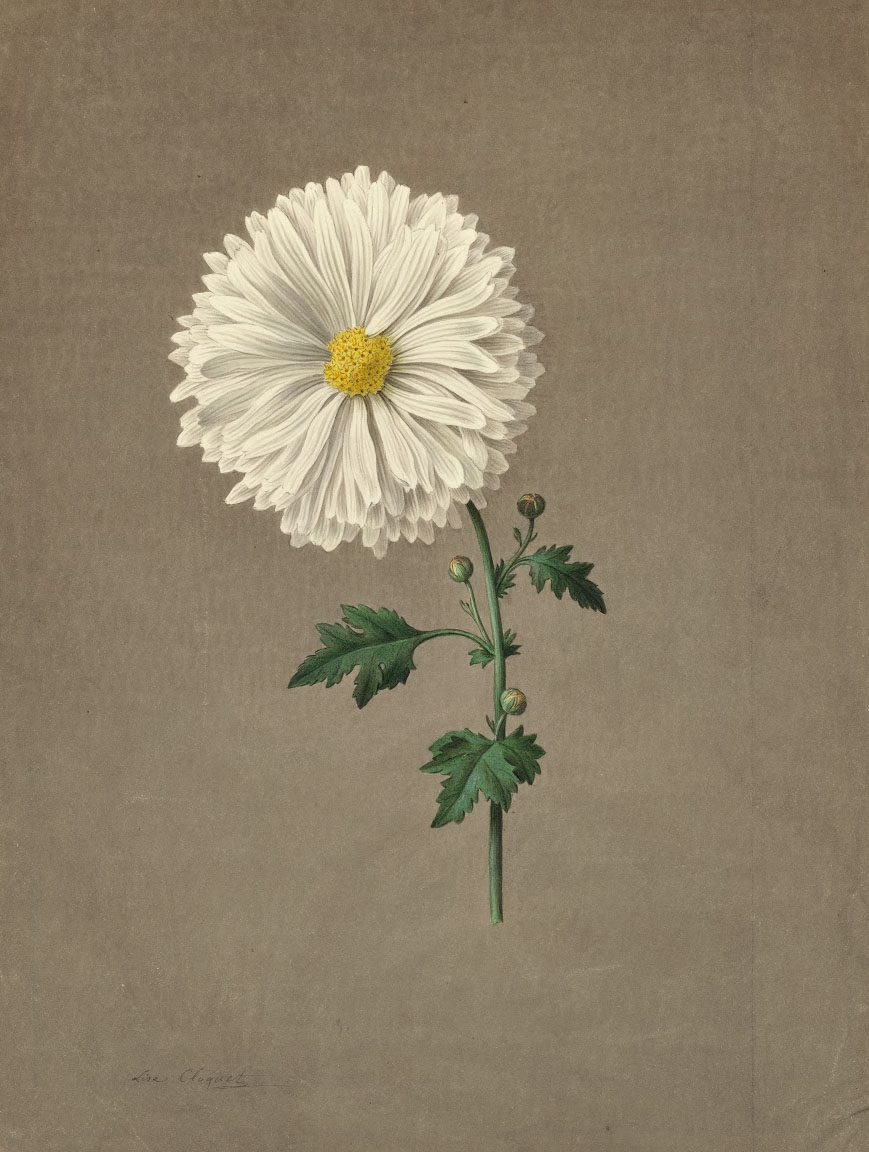
Mums, Chrysanths, 1820

Lise Cloquet (1788–1860) foi uma pintora botânica francesa.
Cloquet nasceu em 1788. Ela foi ensinada a desenhar pelo seu pai. Cloquet foi influenciada pelo ilustrador botânico Pierre-Joseph Redouté .
32 dos seus trabalhos, incluindo um de um crisântemo branco, de 1820, estão alojados na Oak Spring Garden Foundation em Upperville, na Virgínia.

## Família
O seu irmão foi o Doutor Jules Cloquet.